# Chiesa di Santa Marina (Messina)

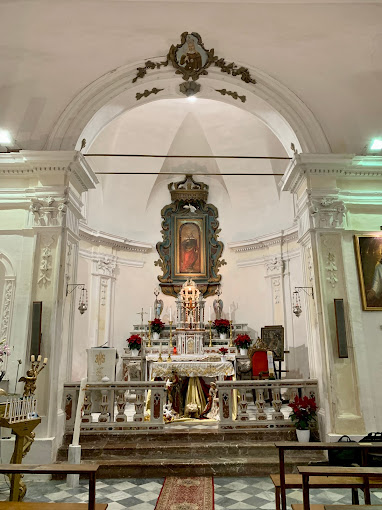
Catino absidale della chiesa

La chiesa di Santa Marina è un edificio religioso italiano situato a Messina nella frazione di Cumia Inferiore ad un'altitudine di 361 m s.l.m.

## Descrizione
La chiesa risale al XVI secolo. Lo stile dell'edificio è neoromanico siciliano, presenta una facciata a capanna, senza rosone ma al suo posto c'è un lucernario di piccole dimensioni. Il pigmento di cui è rivestita risulta abbastanza semplice di colore roseo. Il portale del Settecento è in pietra calcarea. La chiesa ha una leggera inclinazione che crea un effetto che va dal basso verso l'alto come per i templi greci, sovrastante al portone che da l'accesso alla canonica è presente una scritta del cinquecento. 
L'edificio è alto 12 metri, largo 10 metri e lungo 17 metri dall'ingresso fino all'abside.
Affiancato alla canonica troviamo un campanile con stile architettonico neogotico italico di altezza circa 20 metri e suddiviso in quattro registri. Nel primo si trova la base, nel secondo sono collocate delle finestre monofore formate da vetri di colore giallo e verde. Nel terzo registro è presente un orologio meccanico dell'azienda "Capanni orologi". Nel quarto registro le finestre monofore hanno archi a tutto sesto dove si possono intravedere le campane in ottone risalenti ad un periodo precedente al terremoto del 1908. 
Una croce in rame è collocata in alto. Il campanile fu ricoperto da un pigmento bianco che ricrea l'effetto del marmo.
La chiesa ha una forma rettangolare, al suo interno non sono presenti navate e non è presente il matroneo, il pavimento è formato da una scacchiera di lastre di marmo bianco di Carrara e dal marmo nero di Ashford. Lateralmente sono presenti degli altari marmorei di marmo rosso di Castellammare, bianco di Carrara e verde serpentino di Prato.
All'estremità dell'altare si trovano due colonne corinzie in gesso ornate da arabeschi. Le colonne sorreggono una trabeazione di cui il perimetro è formato da triglifi. Qui vi sono delle cornici laminate in oro con ai lati due angeli ed al loro interno delle statue che rappresentano l'intera vita di Gesù dalla nascita alla crocifissione , la resurrezione viene rappresentata attraverso un quadro (olio su tavola) sul catino absidale. 
Una parte del catino absidale è coperta da una serliana a tutto sesto scorretta da due colonne che sorreggono anche una trabeazione che corre lungo il perimetro della chiesa . Nel catino absidale è collocato il ritratto di Santa Marina. 
Inoltre è di rilevante importanza l'Altare principale in bianco di Carrara e marmo rosso di Cottanello. da l'accesso al presbiterio una scalinata in marmo rosso ai lati vi sono due corrimano ornati ed intagliati in mamo bianco di Carrara , verde di prato e rosso di Cottanello. la base dell'altare principale è in marmo bianco attraverso particolari tarsie e forme geometriche di marmo.
La chiesa di Santa Marina rientra nel patrimonio universale del Vaticano ed ha una rilevante importanza sul territorio delle valli basiliane. La chiesa presenta un prezioso patrimonio artistico, architettonico e culturale.